# Morgandale (Ohio)
Morgandale es un lugar designado por el censo ubicado en el condado de Trumbull en el estado estadounidense de Ohio. En el Censo de 2010 tenía una población de 1224 habitantes y una densidad poblacional de 177,8 personas por km².

## Geografía
Morgandale se encuentra ubicado en las coordenadas 41°16′1″N 80°47′45″O / 41.26694, -80.79583. Según la Oficina del Censo de los Estados Unidos, Morgandale tiene una superficie total de 6.88 km², de la cual 6.88 km² corresponden a tierra firme y (0%) 0 km² es agua.

## Demografía
Según el censo de 2010, había 1224 personas residiendo en Morgandale. La densidad de población era de 177,8 hab./km². De los 1224 habitantes, Morgandale estaba compuesto por el 94.12% blancos, el 2.45% eran afroamericanos, el 0.16% eran amerindios, el 0.49% eran asiáticos, el 0% eran isleños del Pacífico, el 1.06% eran de otras razas y el 1.72% pertenecían a dos o más razas. Del total de la población el 1.72% eran hispanos o latinos de cualquier raza.